# Dopravní chudoba
Dopravní chudoba je neschopnost či omezená schopnost jedince plně se účastnit společenského života kvůli omezeným možnostem dopravy. Člověk tak může mít omezený přístup ke službám, práci, vzdělání, sociálnímu životu nebo třeba lékařské péči, to vše v souvislosti s dopravou z daného nebo na dané místo. Důvody pro takové omezení jsou komplexní, spočívající nejen v otázce vlastnictví soukromého dopravního prostředku nebo přístupu k hromadné dopravě, samotné existenci potřebné a vhodné infrastruktury, mohou zahrnovat i zdravotní, časové a finanční hledisko, tedy schopnost absolvovat příslušnou cestu, časovou náročnost cesty a finanční náklady vynakládané na tuto cestu nezávisle na způsobu dopravy. Vzhledem k limitovanému pokrytí tématu v odborné literatuře však definice dopravní chudoby není jednoznačně ustálená.

## Dopravní chudoba v ČR
Ministerstvo životního prostředí si před koncem roku 2023 nechalo u Ústavu empirických výzkumů STEM zpracovat analýzu dopravní chudoby a zranitelnosti uživatelů v dopravě, primárně v odvětví osobní dopravy. Ve společenské debatě se toto téma objevilo zejména ve spojitosti s rozšířením systému emisních povolenek (EU ETS 2), postihujícím emise z budov a sektor dopravy, neboť zavedení povolenek by podle úvah potenciálně mohlo zdražit pohonné hmoty a dopravu spojenou se spalovacími motory. Dopravní chudoba se tak stala i tématem evropských voleb roku 2024.
Studie STEM se zaměřila zejména na finanční stránku, podle jejích zjištění česká domácnost (na základě dat z roku 2022) vydávala na dopravu průměrně 4,55 % svého rozpočtu, z toho 3,93 % na soukromou a 0,63 % na veřejnou dopravu. V závislosti na hustotě osídlení oblasti, v níž se domácnost nacházela, byl větší podíl vynakládán na veřejnou dopravu v hustě osídlených oblastech, zatímco na soukromou dopravu (i dopravu souhrnně) v řídce osídlených oblastech. Autorský tým studie si stanovil čtyři indikátory dopravní chudoby a mimo jiné zjistil výrazně větší podíl mladých domácností ohrožených dopravní chudobou podle všech těchto indikátorů. Jedním z těchto ukazatelů byl nejméně 10% podíl nákladů vynakládaných na dopravu z celkového rozpočtu domácnosti, přičemž jej naplňovalo 7,5 % českých domácností a téměř 10 % všech bydlících mimo města. Ve skupině 20 % nejchudších obyvatel se podíl ohrožených dopravní chudobou zvýšil z celkového průměru kolem 3 % až na 10,6 %.
V roce 2024 přestavil Jan Krajhanzl z Institutu 2050 výsledky analýzy, podle níž byla až polovina českých domácností ohrožena energetickou a dopravní chudobou.